# Silver & Gold (Vanessa L. Williams)
Silver & Gold è il sesto album in studio della cantante e attrice statunitense Vanessa Williams, pubblicato nel 2004. Si tratta di un disco natalizio.

## Tracce
1. Silver and Gold – 3:29
2. Joy to the World (feat. Brian McKnight) – 4:52
3. Mary's Little Boy Child – 6:33
4. Silent Night – 4:28
5. Winter Weather – 3:01
6. The Little Drummer Boy – 5:13
7. Merry Christmas Darling – 3:50
8. Rise Up, Shepherd and Follow – 4:53
9. Prelude: I Dream a World – 1:20
10. December Lullaby – 4:34
11. The Holly and the Ivy – 3:33
12. Christmas Is – 4:47
13. Have Yourself a Merry Little Christmas – 4:01